# Радов, Егор
Гео́ргий Гео́ргиевич Ра́дов, известный как Его́р Ра́дов (28 февраля 1962, Москва — 5 февраля 2009, Кандолим) — русский прозаик, очеркист и эссеист; писатель-новатор, работавший в русле постмодернистской и психоделической прозы.

## Биография
Родился 28 февраля 1962 года в Москве, в семье писателя-публициста Георгия Георгиевича Радова (Вельша) (1915—1975) и поэтессы Риммы Фёдоровны Казаковой (1932—2008); старший брат по отцу — журналист и продюсер Александр Радов (1940—2020). Дебютировал юмористическим рассказом «Эрудит» в журнале «Юность» в 15-летнем возрасте. В 1979—1984 годах учился в Литературном институте имени А. М. Горького, в 1984—1985 годах прошёл срочную службу в рядах Советской армии. В 1981—1986 годах был женат на поэтессе, переводчице Анне Герасимовой, впоследствии известной в рок-музыке под псевдонимом Умка (фактически брак распался в 1985, в 1982 году у них родился сын Алексей Радов).
Печатался с 1985 года как очеркист, первые работы были опубликованы в журнале «Новый мир» в марте 1985 года. В 1988—1989 годах в журнале «В мире книг» помогал поэту Геннадию Айги вести рубрику «Из истории русского поэтического авангарда». В 1990—1991 годах совместно с Сергеем Кудрявцевым и Владимиром Шарковым издавал ежемесячный альманах «Северная Гилея» — литературно-художественное приложение к газете «Бумажник» (совместное издание агентства «Гилея» Советского фонда культуры и Архангельского целлюлозно-бумажного комбината), страницы которого были полностью отданы классическому и современному авангарду.
В 1990-е начинают выходить книги Е. Радова: «Змеесос» (1989, изд. 1992, 2002), «Искусство — это кайф» (1994), «Борьба с Членсом» (1998), «Бескрайняя плоть» (1998), «Якутия» (1999, 2002), «Дневник клона» (1999), «Рассказы про всё» (2000), «Я/Или ад» (2001), «Убить Членса» (2002), «Суть» (2003). Последний роман писателя «Уйди-уйди» (2007) был опубликован уже посмертно, в 2011 году.
В 1990-е Е. Радов сотрудничал с журналами «Птюч» и «Playboy». В 2000-е публиковал рецензии в журнале «Лехаим» и вёл авторскую колонку в «НГ-Ex libris».
Скоропостижно скончался в возрасте 46 лет в Кандолиме (Гоа, Индия) 5 февраля 2009 года. Похоронен в Москве на Ваганьковском кладбище рядом с матерью.
Лауреат культурно-просветительской премии «Нонконформизм-2011» (посмертно).

## Книги
- Егор Радов. Змеесос / Предисл. О. Дарка. М.: Гилея, 1992.
- Якутия (1993)
- Искусство — это кайф (1994)
- Борьба с Членсом (1998)
- Бескрайняя плоть (1998)
- Дневник клона (1999)
- Егор Радов. Рассказы про всё. — М.: Пятая страна, Гилея, 2000. — 416 с. — ISBN 5-901250-02-8.
- Егор Радов. Я/Или ад: Романы. — М.: Ad Marginem, 2001. — 400 с. — ISBN 5-93321-027-7.
- Егор Радов. Змеесос: Роман. — М.: Ad Marginem, 2002. — 320 с. — ISBN 5-93321-037-4.
  - Jegor Radov. Käärmeimuri = Змеесос (фин.) / Переводчик Юкка Маллинен. — ISBN 951-581-013-2.
- Егор Радов. Якутия: Роман. — М.: Зебра Е, 2002. — 544 с. — ISBN 5-94663-008-3.
- Егор Радов. Убить Членса: Роман // Ремиссионеры: Собрание коллективного бессознательного. С. 426-555 / Сост. Гайдук Дмитрий, Рафиев Алексей. — СПб.: б. и., 2002. — 560 с. — ISBN 5-87738-084-2.
- Егор Радов. Суть: Роман. — М.: Ad Marginem, 2003. — 416 с. — ISBN 5-93321-045-5.
- Егор Радов. Уйди-уйди: Роман. — М.: Издательство Независимая газета, 2011. — 150 с. — ISBN 978-5-86712-178-5.
- Егор Радов. Мандустра: Рассказы. — М.: Новое литературное обозрение, 2012. — 536 с. — (Уроки русского). — 1000 экз. — ISBN 978-5-4448-0031-7.
- Проект и ресурс (2008, неоконч.)[7]

## Семья
- Отец — Радов (Вельш), Георгий Георгиевич (1915—1975) — публицист[8].
- Мать — Казакова, Римма Фёдоровна (1932—2008) — поэтесса.
- Первая жена — Анна Герасимова (Умка) (род. 1961) — рок-певица, поэтесса.
  - Сын — Алексей Радов (род. 1982) — социолог, философ, журналист, писатель.
- Вторая жена — Наталья (1964—1994), покончила с собой[9].
  - Дочь — Мария Радова (род. 1991).
- Третья жена — Таисия (ум. 2004), умерла во сне от остановки сердца[9].